# 切斯特鎮區 (明尼蘇達州波爾克縣)
切斯特鎮區（英語：Chester Township）是位於美國明尼蘇達州波爾克縣的一個行政鎮區。

## 地方資料
切斯特鎮區的面積為93.16平方千米，當中陸地面積為93.07平方千米，而水域面積為0.09平方千米。根據2020年美國人口普查的數據，當地共有人口96人，而人口密度為每平方千米1.03人。